# Бродниця (Великопольське воєводство)
Бродниця (пол. Brodnica) — село в Польщі, у гміні Бродниця Сьремського повіту Великопольського воєводства.
Населення — 791 особа (2011).
У 1975-1998 роках село належало до Познанського воєводства.

## Демографія
Демографічна структура станом на 31 березня 2011 року:
|          | Загалом | Допрацездатний вік | Працездатний вік | Постпрацездатний вік |
| -------- | ------- | ------------------ | ---------------- | -------------------- |
| Чоловіки | 389     | 95                 | 273              | 21                   |
| Жінки    | 402     | 71                 | 275              | 56                   |
| Разом    | 791     | 166                | 548              | 77                   |